# Fogolyán Kristóf
Fogolyán Kristóf (Sepsiszentgyörgy, 1878. június 3. – Sepsiszentgyörgy, 1954. április 22.) örmény-magyar orvos.

## Családja, iskolái
Az erdélyi örmény Fugulián / Fugulyán család leszármazottja. Katolikus székely örmény családba született. Édesapja, Fogolyán Kristóf (1836-1922) Marosludasról került a Székelyföldre, Sepsiszentgyörgyön jómódú kereskedő lett. Édesanyja a kézdivásárhelyi Fejér Mária Rozália (1835-1917), a Rudolf Kórház alapításánál közreműködő Fejér Lukácsnak (1815-1888) a lánya volt.
Elemi iskoláit a szülővárosában végezte, majd tanulmányait a nagyszebeni Állami Gimnáziumban folytatta és 1896-ban érettségizett. Sebészi oklevelét a Kolozsvári Magyar Királyi Ferenc József Tudományegyetem szerezte 1901-ben, és 1902. március 1-jén avatták orvosdoktorrá. Ezután még egy évig Kolozsváron maradt és a kolozsvári Sebészeti Klinikán műtői és sebészeti szakvizsgát tett.

## Életpályája
Ezt követően németországi tanulmányútja során számos világhírnévnek örvendő professzor mellett bővítette ismereteit. Berlinben szülészetet és a nőgyógyászatot tanult, Drezdában a Királyi Bábaképző Intézetben szülészmesteri tanfolyamot végzett és gyarapította szövettani és laboratóriumi ismereteit is, később cystoscopiát, bőrgyógyászatot, veneorológiát, gyermekgyógyászatot is tanult.
1904-ben tért haza Magyarországra Kecskeméten vállalva sebész orvosi állást. 1906-ban tért vissza Sepsiszentgyörgyre az akkori Ferencz József kórház meghívására, melynek 1911-től igazgatja lett. Ugyanekkortól a városi tisztiorvosi teendőket is ellátta.
1935-ben nem megfelelő szintű nyelvismerete miatt rendelkezési állományba helyezték, munkáját magán szülőotthonban folytatta. 1936. február 17-én miniszteri rendelettel áthelyezték Kézdivásárhelyre főorvosnak, ahonnan, ideiglenesen 1936. április 1-jén újra visszahelyezték Sepsiszentgyörgyre és 1940-ben ismét ő lesz a kórház igazgatója.
A kórházak 1948-ban bekövetkezett államosítása után a járóbeteg rendelőben dolgozott 1953-ig.
1905. január 6-án feleségül vette Lukáts Gizellát (1883-1931), a házasságból két gyermek született: Miklós (1905-1985) és Edit (1908-1995).
Nagy művészpártoló volt, ő maga is diákkorától kezdve zenélt. Kezelőorvosa volt Bartók Bélának is, akit ő vett rá, hogy Sepsiszentgyörgyön is koncertezzen. A kórház épületének tervezése során Kós Károllyal is barátságot kötött.
1954-ben, rákban hunyt el, hamvai a sepsiszentgyörgyi katolikus temetőben lévő családi sírkertben nyugszanak.
Unokája: Nagy Réka színésznő.

## Díjak, kitüntetések, tisztségek
- A Megyei Orvosi Kamara elnöke
- II. osztályú Vöröskereszt kitüntetés
- A Román Koronarend tisztikereszt tulajdonosa
- Az Erdélyi Kárpát-Egyesület háromszéki szakosztályának elnöke

## Emlékezete
2005 márciusa óta az ő nevét viseli a sepsiszentgyörgyi Megyei Kórház.